# Енсенада (Нижня Каліфорнія)
Енсена́да (ісп. Ensenada) — місто в муніципалітеті Енсенада Мексики, входить в штат Нижня Каліфорнія. Населення 460 075 осіб (2005).

## Клімат
Місто знаходиться у зоні, котра характеризується кліматом тропічних степів. Найтепліший місяць — серпень із середньою температурою 22 °C (71.6 °F). Найхолодніший місяць — грудень, із середньою температурою 13.2 °С (55.8 °F).
| Клімат Енсенади         | Клімат Енсенади | Клімат Енсенади | Клімат Енсенади | Клімат Енсенади | Клімат Енсенади | Клімат Енсенади | Клімат Енсенади | Клімат Енсенади | Клімат Енсенади | Клімат Енсенади | Клімат Енсенади | Клімат Енсенади | Клімат Енсенади |
| Показник                | Січ.            | Лют.            | Бер.            | Квіт.           | Трав.           | Черв.           | Лип.            | Серп.           | Вер.            | Жовт.           | Лист.           | Груд.           | Рік             |
| Абсолютний максимум, °C | 32              | 34              | 31              | 37              | 39              | 32              | 36              | 37              | 36              | 36              | 35              | 30              | 39              |
| Середній максимум, °C   | 20,1            | 19,4            | 20              | 21,1            | 21,9            | 23,1            | 25,6            | 26,3            | 26              | 23,9            | 22,2            | 19,6            | 22,4            |
| Середня температура, °C | 13,6            | 13,5            | 14,4            | 15,5            | 17,4            | 19,1            | 21,6            | 22              | 21,1            | 18,4            | 16              | 13,2            | 17,2            |
| Середній мінімум, °C    | 7,1             | 7,5             | 8,8             | 10              | 12,9            | 15              | 17,5            | 17,7            | 16,2            | 12,9            | 9,7             | 6,9             | 11,9            |
| Абсолютний мінімум, °C  | 0               | 2,5             | 3               | 4,5             | 6               | 7               | 9               | 13              | 7               | 7               | 4               | 2               | 0               |
| Норма опадів, мм        | 35              | 58              | 27              | 11              | 5               | 2               | 1               | 1               | 1               | 21              | 23              | 41              | 227             |
| Днів з дощем            | 4               | 3               | 4               | 2               | 1               | 0               | 0               | 0               | 2               | 2               | 2               | 2               | 25              |
| Вологість повітря, %    | 79              | 78              | 79              | 81              | 80              | 81              | 82              | 83              | 83              | 82              | 75              | 75              | 80              |
| ----------------------- | --------------- | --------------- | --------------- | --------------- | --------------- | --------------- | --------------- | --------------- | --------------- | --------------- | --------------- | --------------- | --------------- |
| Джерело: Weatherbase    |                 |                 |                 |                 |                 |                 |                 |                 |                 |                 |                 |                 |                 |

## Відомі люди
- Найджел Брюс (1895 — 1953) — англійський актор.